# Follow (album, Tortharry)
Follow je v pořadí osmé album death-metalové skupiny Tortharry. Bylo vydáno ve spolupráci s Metalgate dne 22. listopadu 2013.

## Seznam nahrávek
1. "100% Follower"
2. "Unheard"
3. "Inner Decay"
4. "Silenced Commands"
5. "Sacrifice of Sanity"
6. "Mislead"
7. "Repeating Mistakes"
8. "Voluntarily Blind"
9. "Epilogue"

## Sestava
- Daniel Pavlík - zpěv, kytara[1]
- Martin Vacek - zpěv, baskytara [1]
- Jiří Rosa - bicí[1]